# Jaroslav Tejral
Jaroslav Tejral (28. srpna 1933 Valtice – 9. ledna 2024) byl český archeolog, specialista na období doby římské a doby stěhování národů.
Od roku 1954–1959 studoval archeologii na Filozofické fakultě University Jana Evangelisty Purkyně (nyní Masarykova univerzita) v Brně. Od roku 1959 působil jako vědecký pracovník Archeologického ústavu Akademie věd České republiky v Brně, kde se v roce 1981 stal vedoucím oddělení pro dobu laténskou, římskou a pro období stěhování národů. V roce 1972 získal titul CSc., v roce 1985 pak titul DrSc. V letech 1990 až 1998 byl ředitelem Archeologického ústavu Akademie věd České republiky. Od roku 2001 byl docentem.
Patřil k nejlepším českým odborníkům na období prvních století našeho letopočtu. Výrazně posunul stav bádání tohoto období, především období markomanských válek (vztahy starověkého Říma s germánskými kmeny) a následného období konce doby římské a nástupem doby stěhování národů. Ve svých publikacích se věnoval především chronologickým a kulturním vztahům středního Podunají od počátků doby římské až do konce doby stěhování národů.
Uskutečnil několik menších výzkumů germánských sídlišť na jižní Moravě (Ladná, Lanžhot, Prosiměřice). Jeho nejvýznamnějším dlouhodobým výzkumem byla římská výšinná fortifikace v Mušově-Burgstallu a jejího okolí.
Byl řešitelem řady několika i mezinárodních vědeckých projektů. Patřil k zakládajícím členům pravidelných mezinárodních vědeckých konferencí a současně byl i editorem sborníků – výstupů z těchto konferencí. Podílel se na řadě výstav doma i v zahraničí (Germanen, Hunnen und Awaren, Norimberk 1987;, Die Langobarden, Hamburk 1988; I Longobardi, Udine 1989; Rome en face les barbares, Abbay de Daoulas 1991; L’or des Princes barbares, Paříž 2000–2001; Římané a Germáni – nepřátelé, rivalové, sousedé, Brno 2003; Attila und die Hunnen, Speyer 2007; Rom und die Barbaren, Venezia-Bonn 2007–2008, Die Langobarden, Bonn 2008))

## Výběr z publikací
- Mähren in 5. Jahrhundert, Praha 1973
- Die Probleme der späten römischen Kaiserzeit in Mähren, Praha 1974
- Morava na sklonku antiky, Praha 1982
- Tabula Imperii Romani. Castra Regina, Vindobona, Carnuntum (et al.), Praha 1986
- Germanen, Hunnen und Awaren (et al.), Nürnnberg 1987
- Das germanische Königsgrab von Mušov in Mähren 1–3 (s J. Peškou), Mainz 2002
- Die Langobarden (et al.), Neumünster 1988

a velké množství menších i rozsáhlejších studií v odborných periodikách a sbornících.